# Paulo Posiano
Paulo Posiano (ur. 7 kwietnia 1988) – fidżyjski piłkarz grający na pozycji obrońcy. Od 2012 roku jest zawodnikiem klubu Rewa FC.

## Kariera reprezentacyjna
W reprezentacji Fidżi Posiano zadebiutował w 2012 roku. W tym samym roku wystąpił w Pucharze Narodów Oceanii 2012.